# Najaf (provins)
Najaf (alternativt al-Najaf eller an-Najaf, arabiska النجف) är en provins i södra Irak, med gräns mot Saudiarabien. Provinsen har 1 045 862 invånare (2006) på en yta av 28 824 km². Den administrativa huvudorten är staden Najaf.

## Administrativ indelning
Provinsen är indelad i tre distrikt:
- Kufa, Najaf, al-Qadisiyya

## Större orter i provinsen
- Kufa
- al-Manathera
- Najaf